# Кудинівці
Куди́нівці — село в Україні, у Зборівській міській громаді Тернопільського району Тернопільської області. Розташоване на річці Стрипа, на заході району. 
В селі є дерев'яна церква Воскресіння 1947 [Архівовано 21 червня 2013 у Wayback Machine.].

## Історія
12 червня 2020 року, відповідно до розпорядження Кабінету Міністрів України № 724-р «Про визначення адміністративних центрів та затвердження територій територіальних громад Тернопільської області» увійшло до складу Зборівської міської громади.
19 липня 2020 року, в результаті адміністративно-територіальної реформи та ліквідації Зборівського району, село увійшло до складу Тернопільського району.

## Політика

### Парламентські вибори, 2019
На позачергових парламентських виборах 2019 року у селі функціонувала окрема виборча дільниця № 610412, розташована у приміщенні клубу.
Результати
- зареєстровано 66 виборців, явка 62,12%, найбільше голосів віддано за «Слугу народу» — 17,07%, за Голос — 14,63%, за Всеукраїнське об'єднання «Батьківщина», Радикальну партію Олега Ляшка, Всеукраїнське об'єднання «Свобода» і «Громадянську позицію» — по 9,76%[3]. В одномандатному окрузі найбільше голосів отримав Іван Чайківський (самовисування) — 68,57%, за Віталія Горбу (самовисування) — 17,14%, за Миколу Черника (Опозиційний блок) — 5,71%[4].

## Релігія
- церква Воскресіння Господнього (1847, УГКЦ).

## Відомі люди

### Народилися
- Колінець Володимир — український громадсько-політичний діяч, публіцист, літературознавець, педагог. Народний депутат України 1-го скликання (від 1990).[5]
- Малиновська В. — фольклористка
- Рудакевич Олег — український політолог, доктор політичних наук (2012), професор (2014), професор кафедри філософії та політології Тернопільського національного економічного університету.[6]

## Галерея

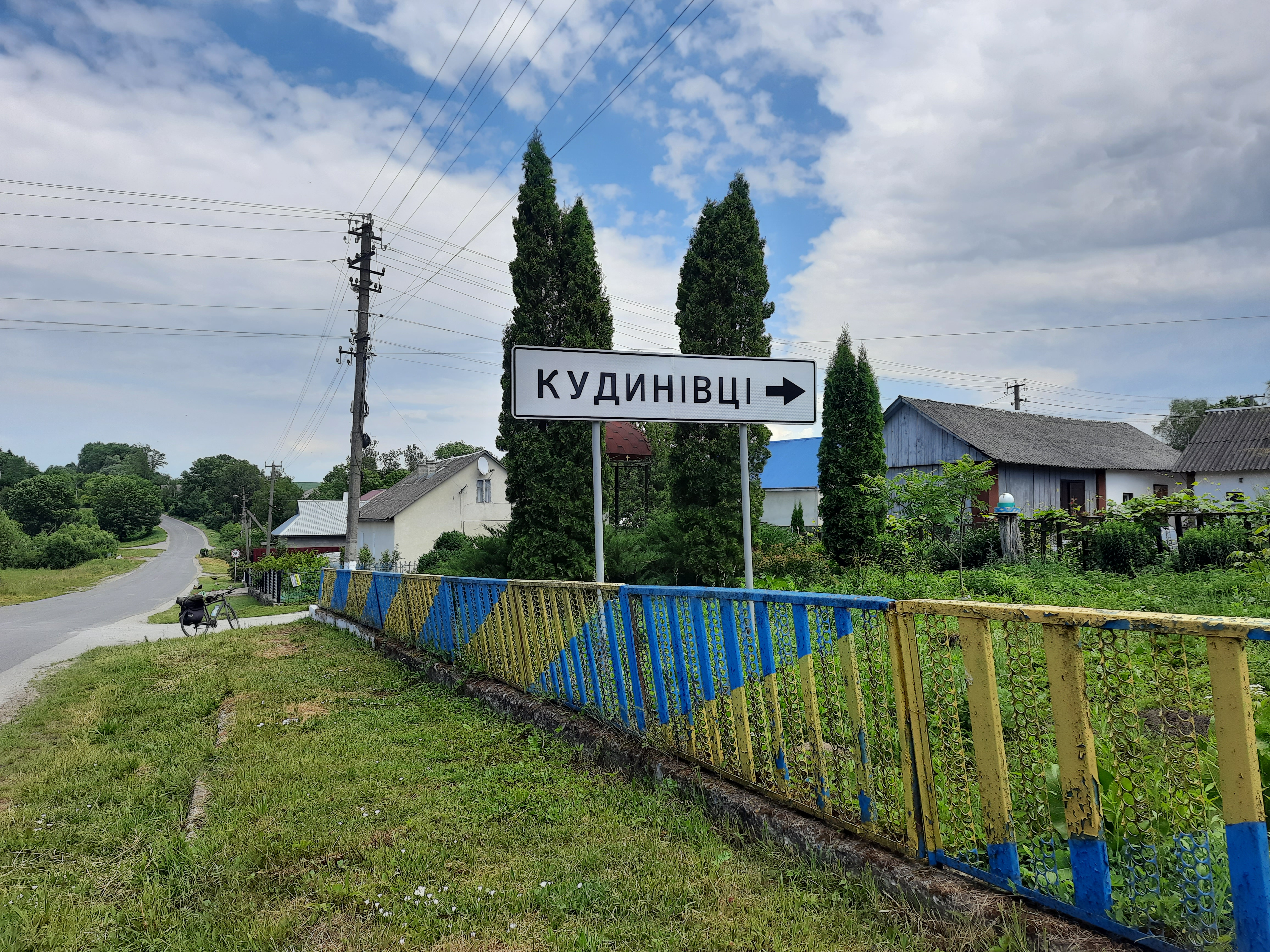
Дорожній знак при повороті на село
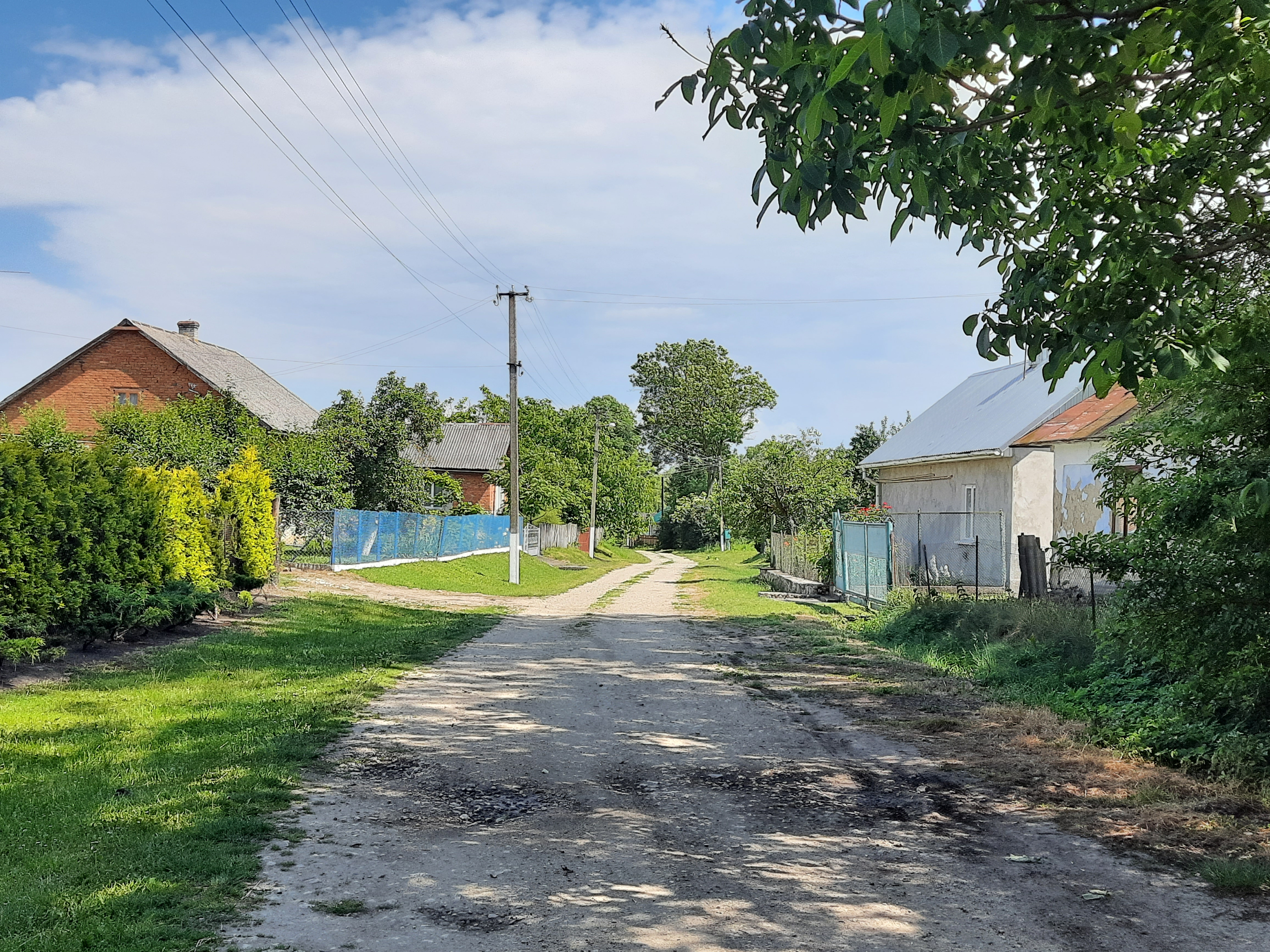
Сільська вулиця
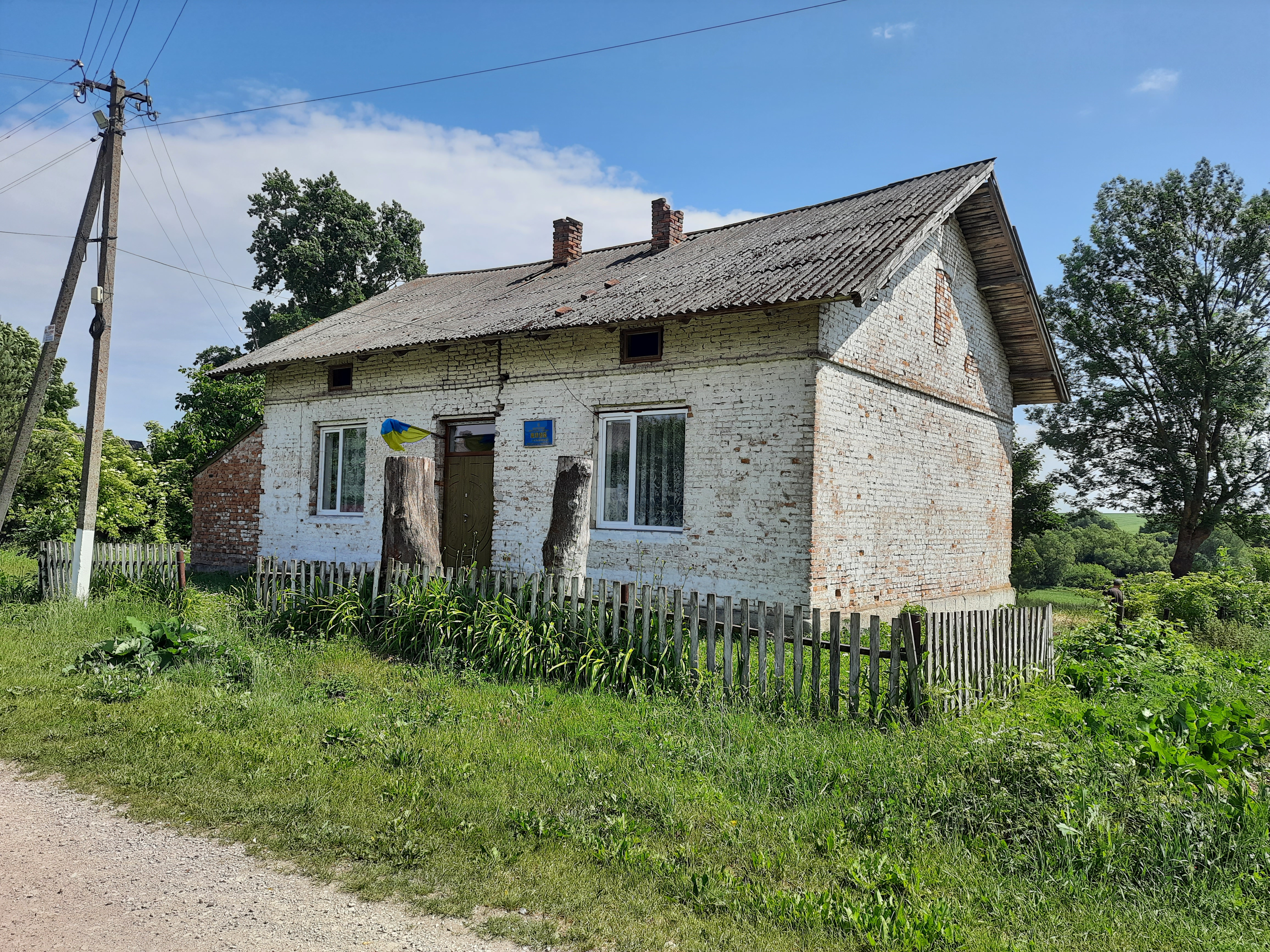
Клуб
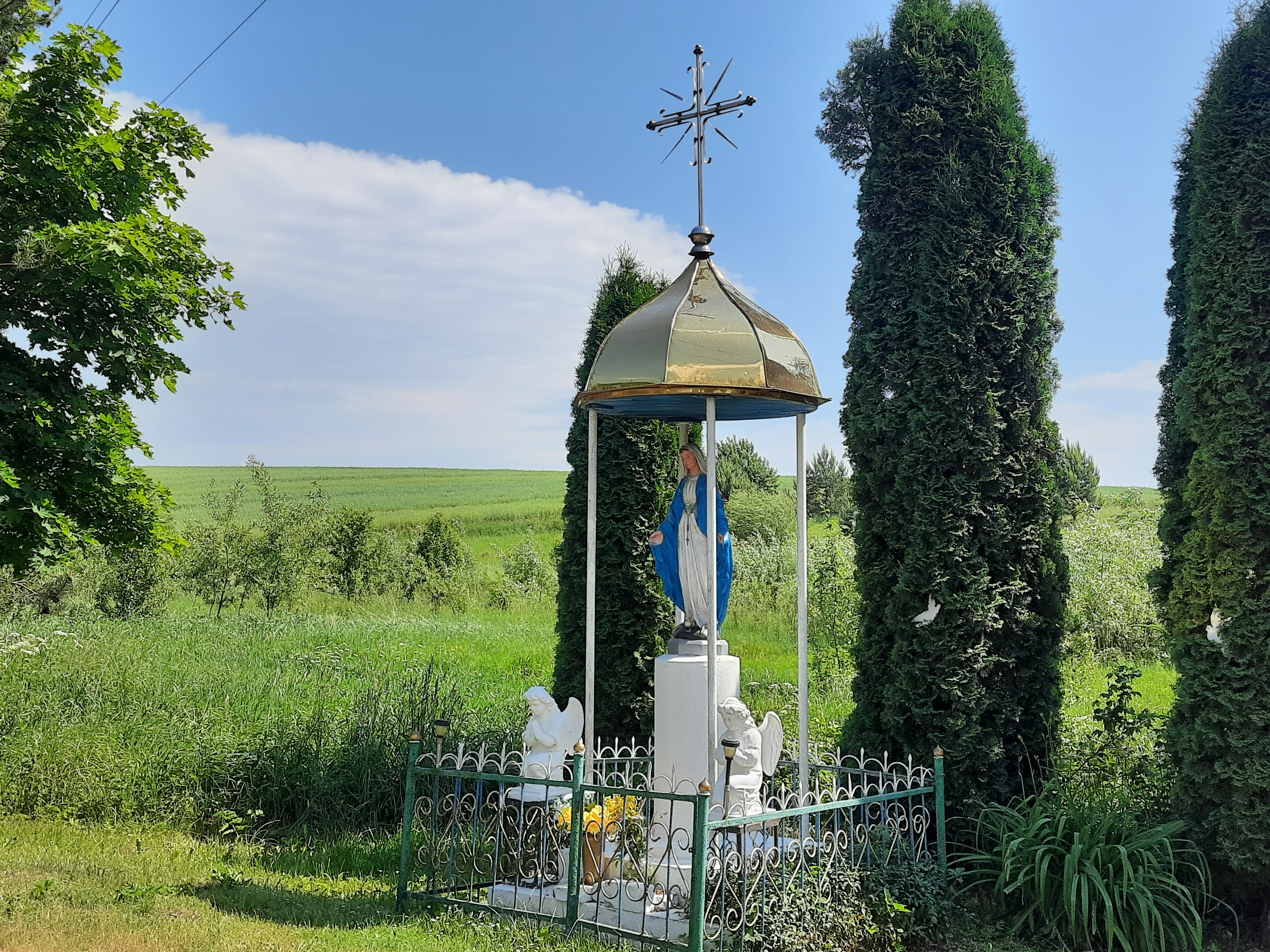
Статуя Божої Матері
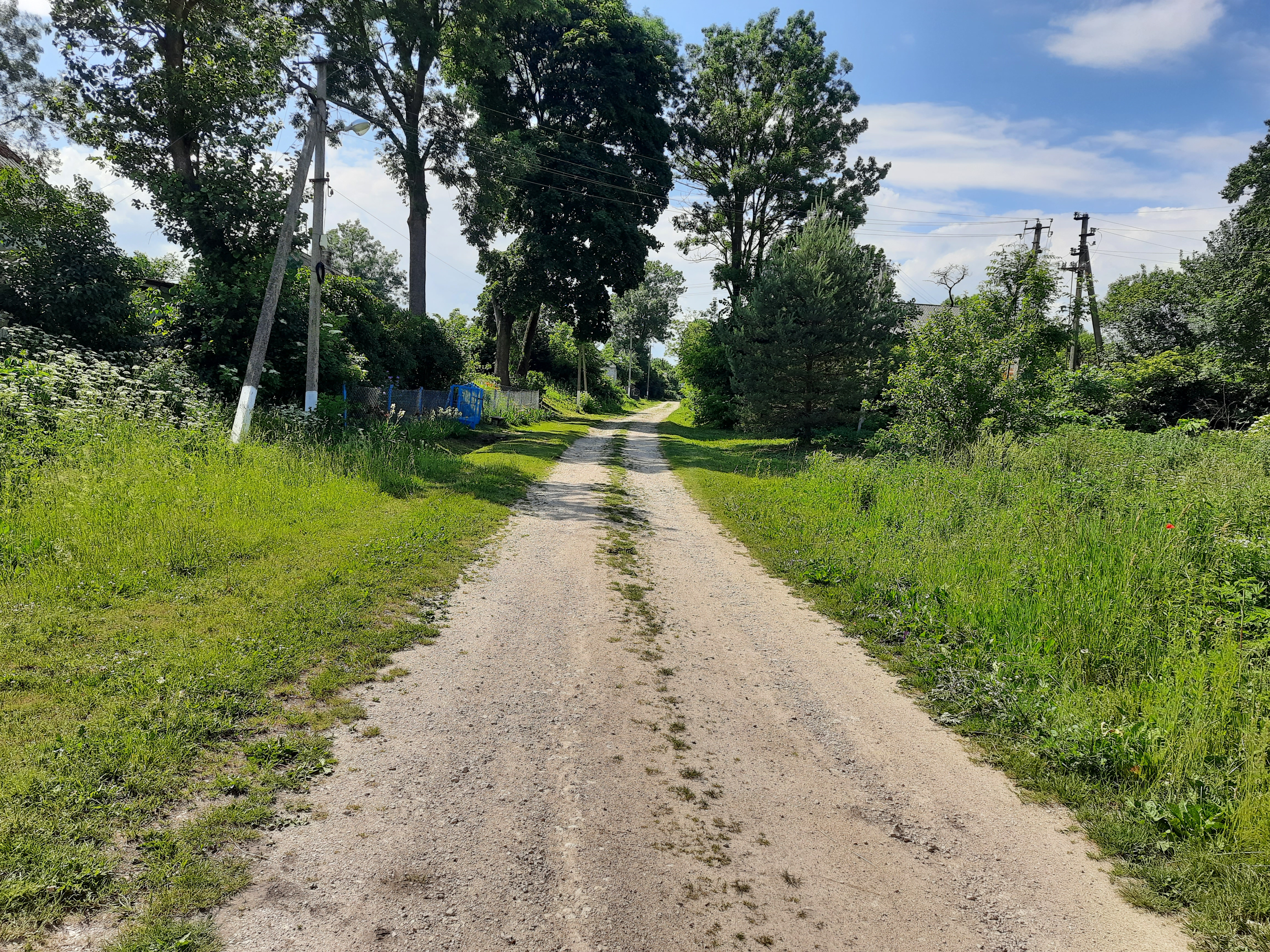
Околиця села

## Джерело
- Медведик П. Кудинівці // Тернопільський енциклопедичний словник : у 4 т. / редкол.: Г. Яворський та ін. — Тернопіль : Видавничо-поліграфічний комбінат «Збруч», 2005. — Т. 2 : К — О. — С. 262. — ISBN 966-528-199-2.
- Колінець В., Коропецька У. Кудинівці // Тернопільщина. Історія міст і сіл : у 3 т. — Тернопіль : ТзОВ «Терно-граф», 2014. — T. 2 : Г — Л. — С. 360—361. — ISBN 978-966-457-228-3.
- Kudynowce (po rus. Kudyniwci), wś w pow. złoczowskim // Słownik geograficzny Królestwa Polskiego. — Warszawa : Druk «Wieku», 1883. — Т. IV. — S. 847. (пол.)